# خوان دپتروس
خوان دپتروس (انگلیسی: Juan Depetris؛ زادهٔ ۲۶ مارس ۱۹۹۸) بازیکن فوتبال است.